# Eunice flavocuprea
Eunice flavocuprea är en ringmaskart som beskrevs av Grube 1869. Eunice flavocuprea ingår i släktet Eunice och familjen Eunicidae. Inga underarter finns listade i Catalogue of Life.